# Крістовер Гілкріст
Крістовер Гілкріст (англ. Kristopher Gilchrist, 3 грудня 1983) — британський плавець.
Учасник Олімпійських Ігор 2008 року.
Чемпіон світу з плавання на короткій воді 2008 року.
Призер Чемпіонату Європи з водних видів спорту 2006 року.
Призер Ігор Співдружності 2006 року.